# Pestowo
Pestowo (russisch Песто́во) ist eine Stadt im äußersten Osten der Oblast Nowgorod (Russland) mit 15.903 Einwohnern (Stand 14. Oktober 2010).

## Geografie
Die Stadt liegt in der Mologa-Scheksna-Niederung etwa 310 km östlich der Oblasthauptstadt Weliki Nowgorod an der Mologa, einem linken Nebenfluss der Wolga.
Pestowo ist Verwaltungszentrum des gleichnamigen Rajons.
Die Stadt liegt an der in den 1930er Jahren fertiggestellten Eisenbahnstrecke (Sankt Petersburg–) Mga–Budogoschtsch–Owinischtsche (–Sawjolowo–Moskau) (Streckenkilometer 317).

## Geschichte
Die Stationssiedlung Pestowo entstand um 1920 (verschiedene Angaben zwischen 1918 und 1925) in der Nähe eines alten gleichnamigen Dorfes beim Bau der Eisenbahnstrecke zwischen Moskau und dem damaligen Leningrad als Alternative zur früheren Nikolaibahn.
Am 12. Januar 1965 wurde dem Ort das Stadtrecht verliehen.

### Bevölkerungsentwicklung
| Jahr | Einwohner |
| ---- | --------- |
| 1939 | 7.925     |
| 1959 | 14.208    |
| 1970 | 15.795    |
| 1979 | 15.479    |
| 1989 | 15.941    |
| 2002 | 15.990    |
| 2010 | 15.903    |

Anmerkung: Volkszählungsdaten

## Wirtschaft
In Pestowo gibt es ein Werk für Fertighäuser und Wohncontainer, ein Sägewerk der finnischen UPM-Kymmene und andere holzverarbeitende Betriebe sowie eine Großmolkerei.